# أليستير كوكبورن
أليستير كوكبورن (بالإنجليزية: Alistair Cockburn)‏ هو مبرمج وعالم حاسوب أمريكي، ولد في 1966.

## وصلات خارجية
- الموقع الرسمي